# Hullie
Hullie is een Nederlands stripreeks van Toon van Driel die deze reeks zowel tekende als schreef onder het pseudoniem John Myshkin. De gags gaan over de zakelijke en liefdesbelevenissen van een aantal wisselende figuren.
De strip verscheen eerst in het Algemeen Dagblad. Die verhalen werden daarna uitgegeven in twee stripboeken.
Er verschenen ook een paar gags in een Eppo van april 1986. Daarnaast werden een aantal kalenders met de verhalen gemaakt.

## Albums
Er verschenen twee albums. Het eerste werd uitgegeven door De vrijbuiter en het tweede door Land Productions.
1. Hullie Deel 1 (1985)
2. Hullie 2: Van Vliet Productions (1986)

## Prijs
Bedenker Toon van Driel ontving in 1988 de Stripschapprijs voor zijn hele oeuvre.